# Kastenegg
Kastenegg är ett berg i Österrike.   Det ligger i distriktet Lienz och förbundslandet Tyrolen, i den centrala delen av landet, 300 km väster om huvudstaden Wien. Toppen på Kastenegg är 2 647 meter över havet.
Terrängen runt Kastenegg är huvudsakligen bergig, men den allra närmaste omgivningen är kuperad. Runt Kastenegg är det ganska glesbefolkat, med 27 invånare per kvadratkilometer.. Närmaste större samhälle är Matrei in Osttirol, 14,4 km väster om Kastenegg. 
Trakten runt Kastenegg består i huvudsak av gräsmarker.